# Prunella Scales
Prunella Scales est une actrice britannique, née le 22 juin 1932 à Sutton Abinger, dans le Surrey.

## Biographie
Prunella Scales commence sa carrière dans les années 1960 dans une série comique Marriage Lines avec Richard Briers, puis on la verra sur la BBC. Elle était mariée de 1963 avec l'acteur Timothy West jusqu'à sa mort en 2024, et leur fils Samuel West est également acteur. Avec son mari, elle dirige le Lace Market Theatre à Nottingham. De 1952 à 2019, elle a tourné dans plus de 100 films ou séries TV. Prunella Scales est aussi une femme très engagée, notamment en politique où elle est une supportrice du Parti travailliste ou pour l'association SOS Villages d'Enfants.
Après être diagnosée avec démence vasculaire en 2014, en 2019 elle et son mari décident de se retraiter de film et télévision.

## Filmographie
- 1952 : Orgueil et Préjugés : Lydia Bennet
- 1953 : Laxdale Hall : Morag McLeod
- 1954 : Chaussure à son pied (Hobson's Choice): Vicky Hobson
- 1962 : Les Femmes du général (Waltz of the Toreadors) : Estella Fitzjohn
- 1975-1979 : L'Hôtel en folie (Fawlty Towers) (série télévisée) : Sybil Fawlty
- 1978 : Ces garçons qui venaient du Brésil (The boys from Brazil) : Madame Harrington
- 1981 : Bergerac (série télévisée) : Gloria Gibbins
- 1983 : Wagner, série télévisée de Tony Palmer : Frau Pollert
- 1983 : La Dépravée (The Wicked Lady) : Lady Kingsclere
- 1985 : Mapp et Lucia (série télévisée) : Elizabeth Mapp (avec Geraldine McEwan comme Lucia et Nigel Hawthorne comme Georgie)
- 1986 Unnatural causes- Home Cooking (Judith)
- 1989 : A Chorus of Disapproval de Michael Winner
- 1992 : Retour à Howards End (Howards End) : Tante Juley
- 1996 : Inspecteurs associés (Dalziel and Pascoe) (série télévisée) : Edith Disney
- 1996 : Emma (téléfilm) : Madame Bates
- 2003 : Johnny English : la reine Élisabeth II[1]
- 2004 : Casualty (série télévisée) : Jocelyn Anderson
- 2008 : Miss Marple (série télévisée) : Madame Mackenzie